# Железная колонна в Дели

Железная колонна в Дели.

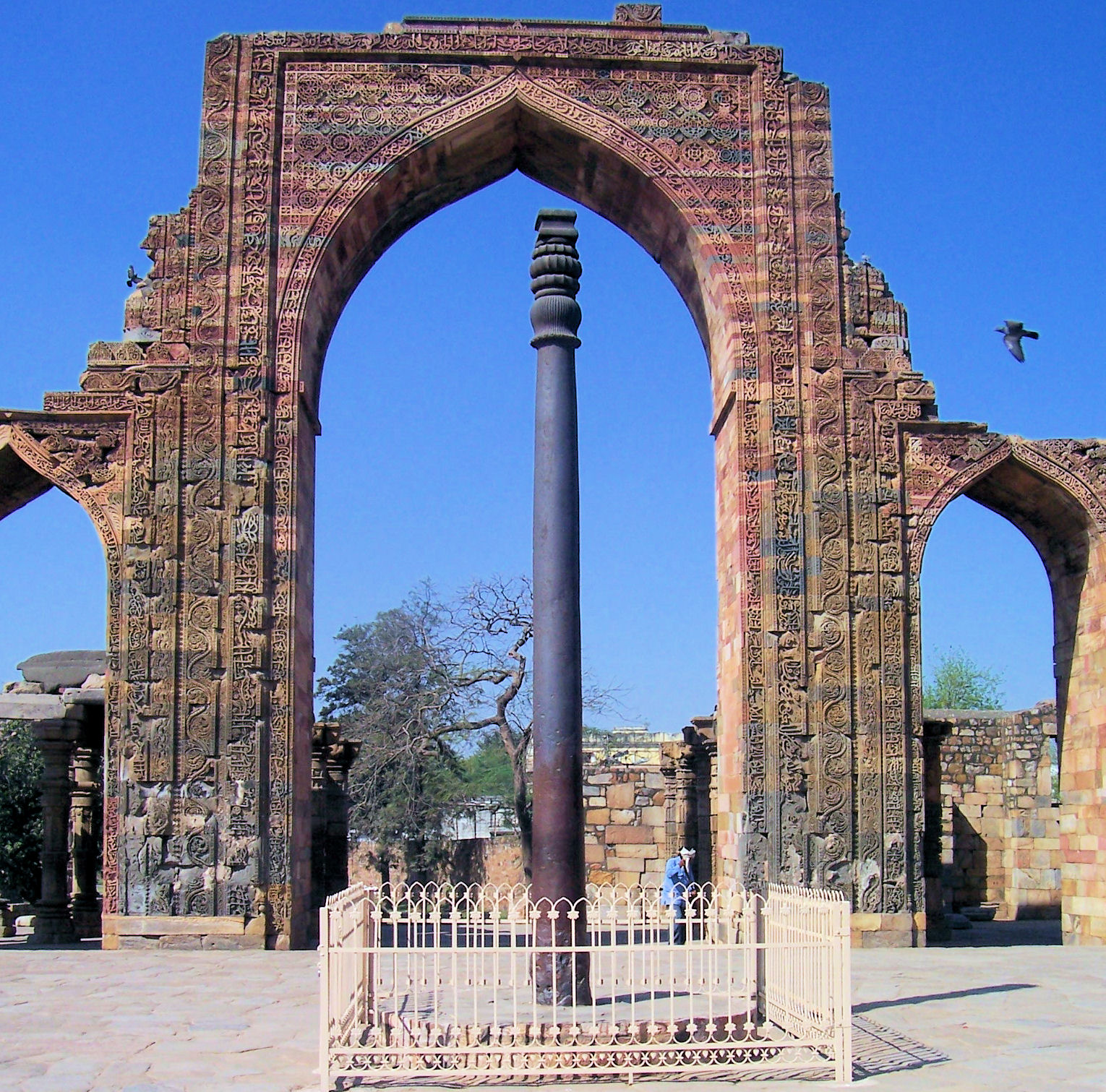
Железная колонна стоит во дворе мечети Кувват-уль-Ислам

Желе́зная коло́нна в Де́ли — железная колонна высотой семь метров и весом в шесть с половиной тонн, входящая в состав архитектурного ансамбля Кутб-Минара (откуда второе название — Кутубова колонна), расположенного примерно в 20 километрах южнее Старого Дели. Широкую известность колонна приобрела тем, что за 1600 лет своего существования практически избежала коррозии.
Железная колонна — одна из главных достопримечательностей Дели. К ней с давних времен стекались толпы богомольцев, согласно суеверию, если встать к колонне спиной и охватить её сзади руками, это принесёт счастье. Другой вариант поверья гласит, что при этом исполнится загаданное желание. Во избежание вандализма в 1997 году вокруг колонны была устроена ограда.

## История колонны

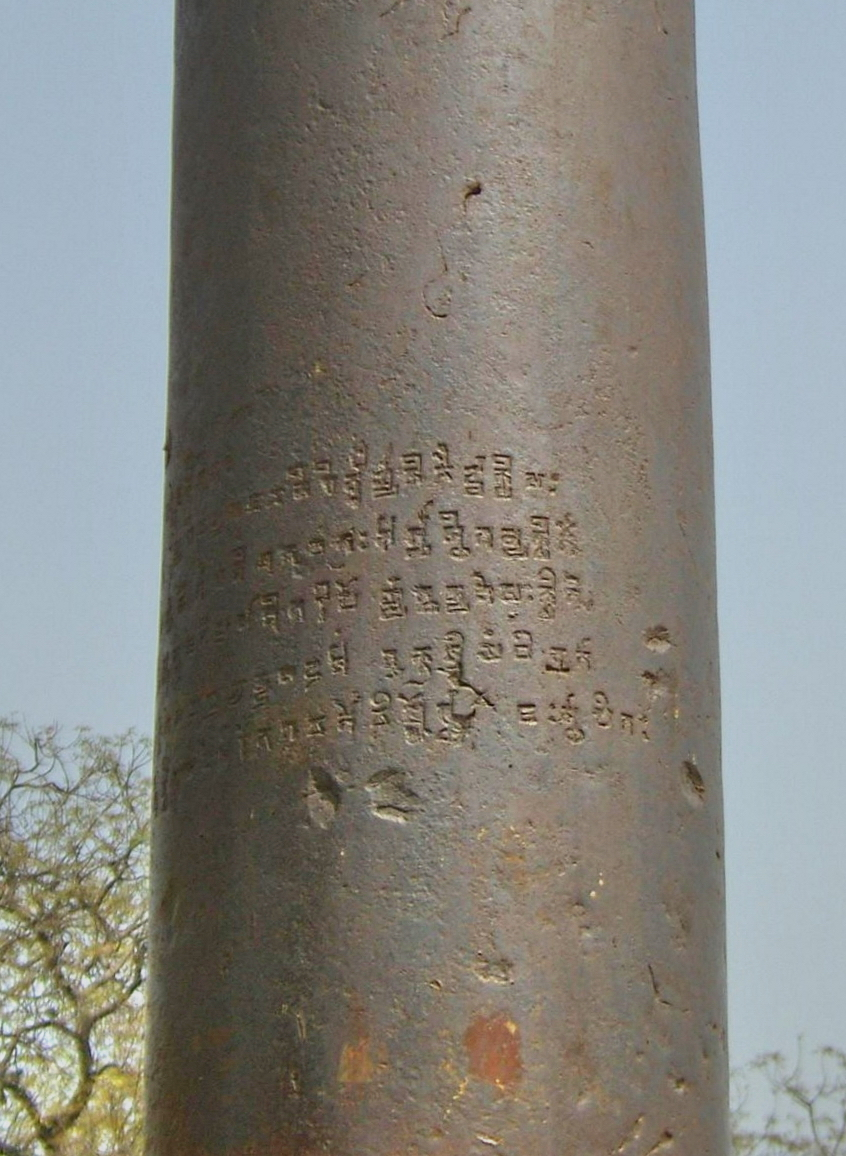
Одна из надписей на колонне, сделанная на санскрите в честь царя Чандрагупты II.

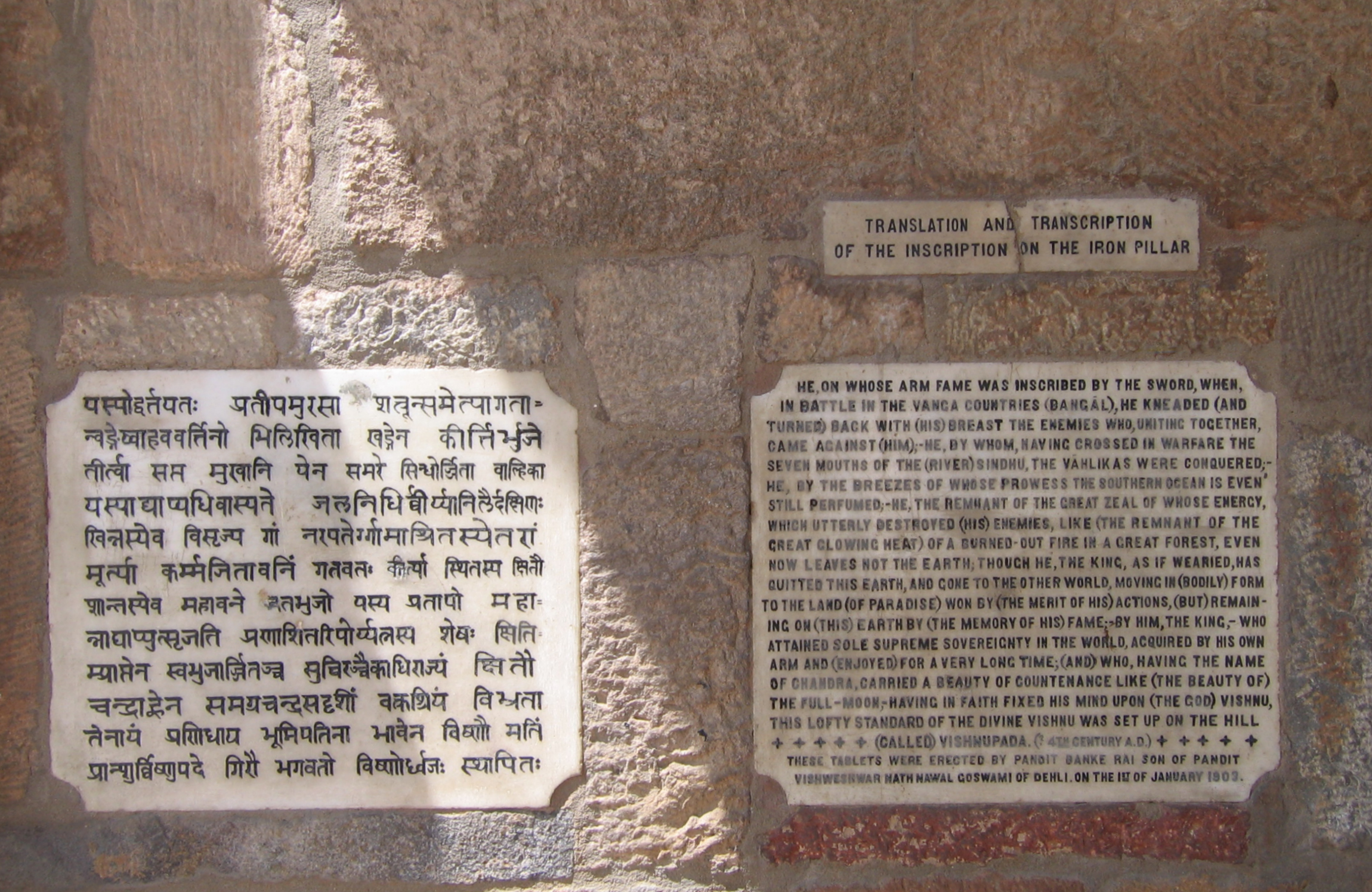
Таблички Банкелала 1903 г.

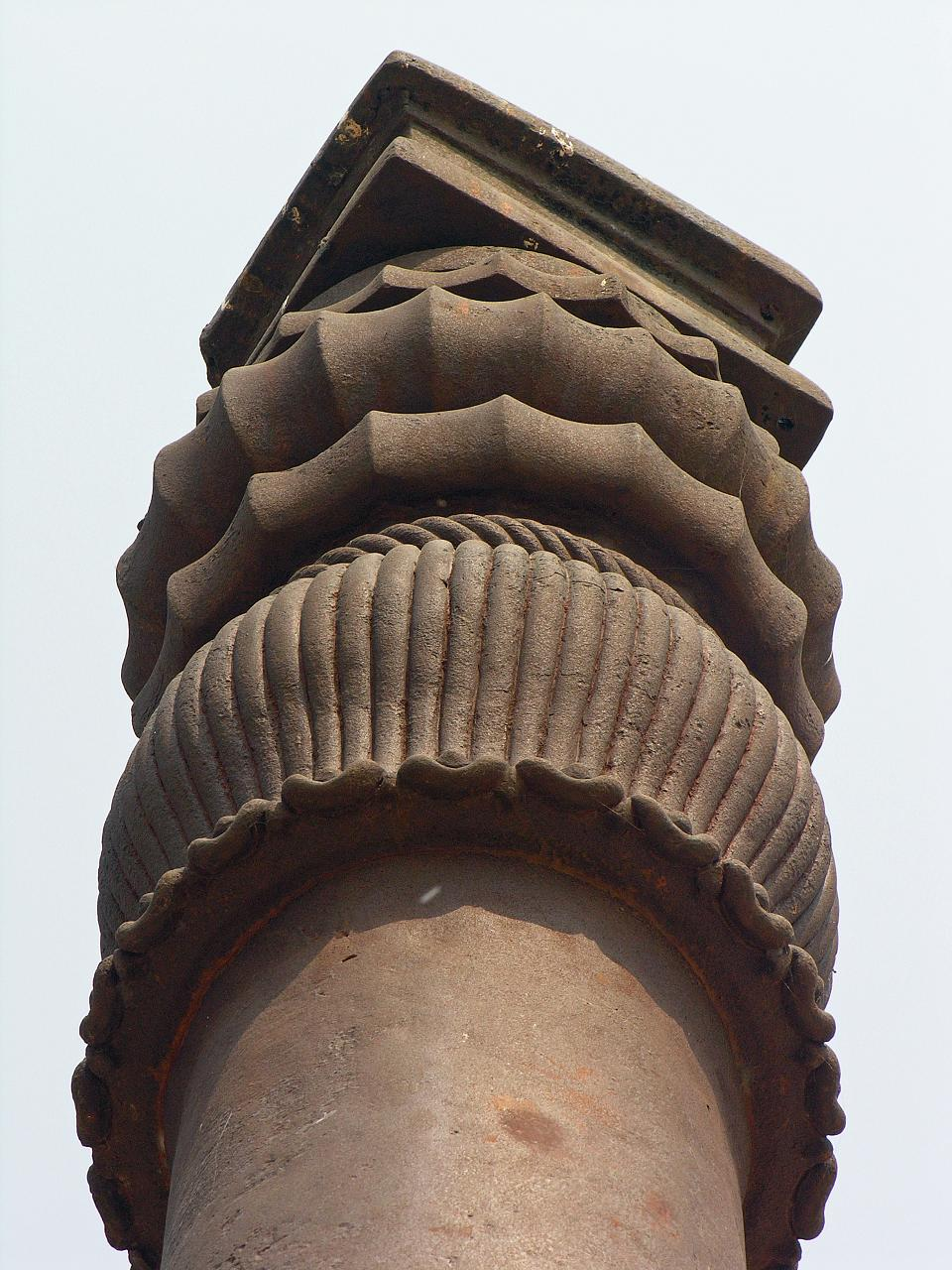
Детали вершины железной колонны, Кутб-Минар, Дели

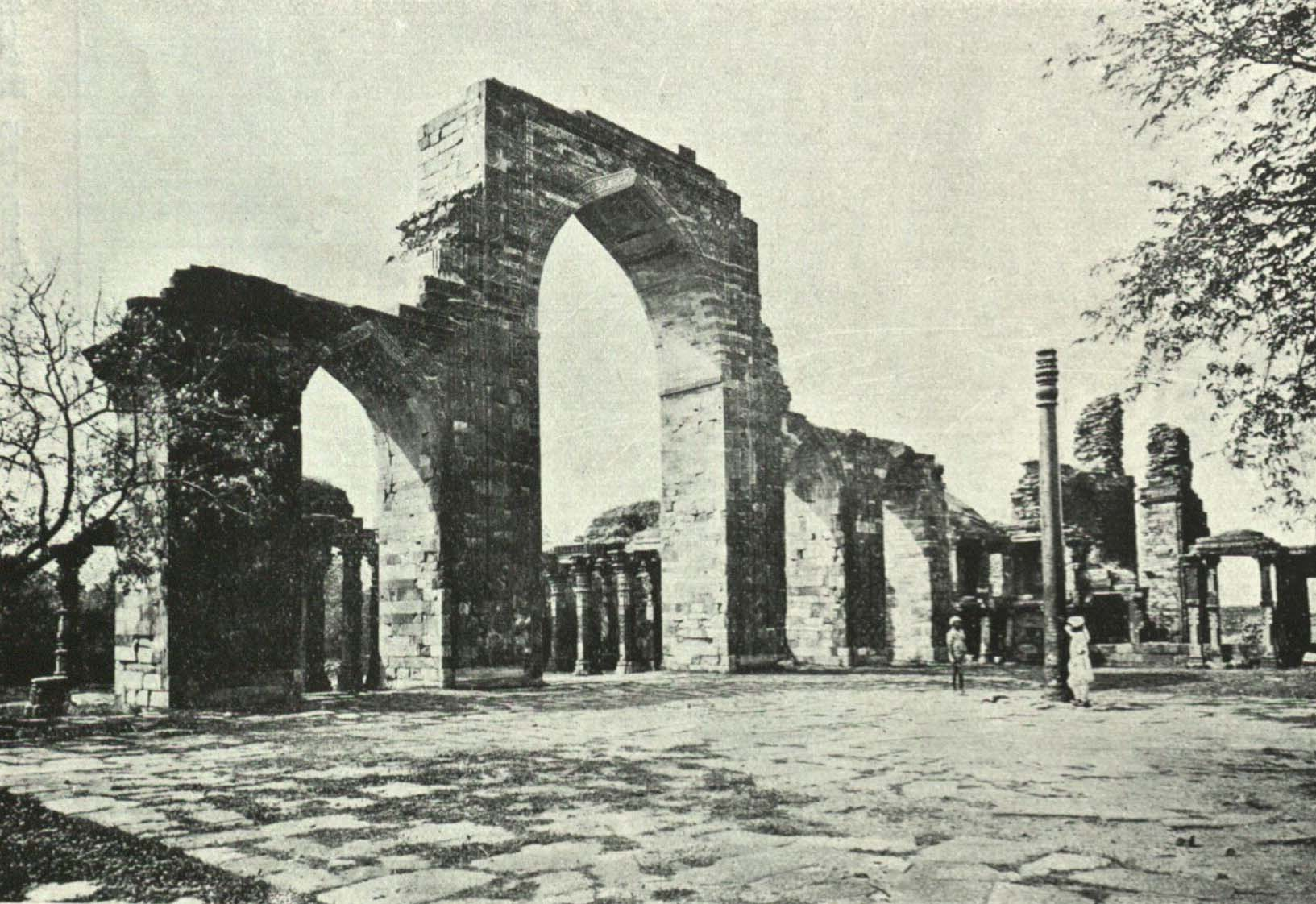
Железная колонна в Кутб-Минаре, ок. 1905 г.

Колонна была воздвигнута в 415 г. в честь царя Чандрагупты II, скончавшегося в 413 г. Первоначально она находилась на западе страны в храмовом комплексе Вишну в городе Матхура. Колонна была увенчана изображением священной птицы Гаруды и стояла перед храмом. В 1050 г. царь Ананг Пола перевез её в Дели. По другим сведениям храмовый комплекс был разрушен в XIII в. по приказу первого делийского султана; тогда же колонна была перенесена в Дели.
Упоминание о колонне встречается у Бируни из Хорезма в 1048 г.:

<…> арабами был найден железный столб высотой в 70 локтей. Хишам ибн-Амир приказал откопать его до основания, и при этом было обнаружено, что столб был вкопан ещё на 30 локтей в землю. Тогда он стал расспрашивать о нём, и ему сообщили, что один Тубба из Йемена вступил в их страну вместе с персами, и, когда они овладели Индией, то йеменцы отлили из своих мечей этот столб и сказали: «Мы не хотим идти отсюда дальше в другую страну», — и завладели Синдом.— Мезенин, Н. А. Железная колонна в Дели : [арх. 23 декабря 2010] // Занимательно о железе. — М. : Металлургия, 1972. — С. 52–53. — 200 с.
Наличие такого большого железного изделия в V веке символизировало высокий уровень богатства государства. Даже спустя 600 лет, описывая (с чужих слов) колонну, Бируни считает это всего лишь легендой.
Дж. Неру в книге «Открытие Индии» писал:

Древняя Индия добилась, очевидно, больших успехов в обработке железа. Близ Дели высится огромная железная колонна, ставящая в тупик современных учёных, которые не могут определить способ её изготовления, предохранивший железо от окисления и других атмосферных явлений.
Популярность среди европейцев железная колонна в Дели приобрела после работ английского востоковеда и индолога Александра Каннингема. Приведённые им ок. 150 лет назад сведения в настоящее время вызывают критику исследователей. Так, Каннингем утверждал, что высота колонны не менее 60 футов (18 м), а вес 17 тонн. Кроме того, из его описания следует, что колонна цельная, а не сварная. Эти домыслы подхватили историки, и даже более поздние научные исследования уже не могли поколебать их веру в чудесные свойства «вечной» колонны.
Аналогичная колонна, почти вдвое выше, изготовленная в III веке и сохранившаяся ныне в виде фрагментов, была установлена в индийском городе Дхар.

## Способ изготовления
Версии о том, что железная колонна в Дели была якобы отлита или откована из одного цельного куска железа, в настоящее время подвергаются сомнениям.
Скорее всего, колонна изготовлена ковкой отдельных криц железа массой до 36 кг. В качестве доказательства приводятся отчетливо видимые следы ударов и линии сварки ковкой, а также малое содержание серы (благодаря древесному углю, использованному для плавки руды) и большое количество неметаллических включений, то есть шлака, оставшегося в результате плохой проковки отдельных участков.
Баласубраманям провёл анализ состава и антикоррозийных свойств колонны и в 2000 году была опубликована его работа, в которой привёл детальные таблицы химического состава надземной и подземной части колонны. Она состоит из железа, в котором отсутствует марганец и почти отсутствует никель.
| Углерод | Кремний | Сера  | Фосфор | Азот  | Железо |
| ------- | ------- | ----- | ------ | ----- | ------ |
| 0,08    | 0,046   | 0,006 | 0,114  | 0,032 | 99,722 |

## Стойкость колонны против атмосферной коррозии

### Легенды
О колонне сложилось много легенд, касающихся её исключительной стойкости.

#### Легенда о нержавеющей стали
Гиды часто рассказывают туристам, что для создания этого памятника была использована нержавеющая сталь. Однако анализ, сделанный индийским ученым Чедари, показывает, что делийская колонна не содержит значительных количеств легирующих элементов, приводящих к повышенной коррозионной стойкости, в то время как все нержавеющие стали являются легированными.

#### Легенда о сверхчистом железе
Противоположное мнение заключалось в том, что колонна изготовлена из очень чистого железа (встречаются даже утверждения о «химически чистом», «атомарном» и тому подобные). Такая гипотеза в течение ряда лет даже фигурировала в учебниках по металлургии как пример высокой атмосферной стойкости чистого железа. На самом деле материал колонн по содержанию примесей (0,278 %) не дотягивает даже до технически чистого железа, в котором содержится не более 0,14 % примесей. Наиболее корректное название материала колонны — сыродутное, сварочное или кричное железо.
Ничего фантастического в получении в древности железа с таким содержанием примесей нет, для этого достаточно изначально взять качественное сырьё (руда, древесный уголь) и тщательно проковать заготовку, чтобы удалить большую часть шлака. Аналогичным образом получали железо в течение всей доиндустриальной эпохи, вплоть до появления пудлингования. Проблемы у древних металлургов вызывало как раз получение железа с заданным содержанием примеси углерода, то есть стали, — вплоть до изобретения Бессемером конвертера все способы её производства (науглероживание, кричный передел) отличались низкой эффективностью и высокой нестабильностью результата.
Изделия из сварочного и пудлингового железа действительно отличаются более высокой атмосферостойкостью по сравнению с современными сталями, особенно высокосортными. Изготовленные из этого материала корабли, мостовые фермы, части огнестрельного оружия и иные изделия редко специально защищали от коррозии — с этой функцией вполне успешно справлялась образующаяся естественным путём поверхностная плёнка оксидов. Методы защиты от коррозии начали специально разрабатывать лишь после перехода в конце XIX века к промышленному производству более склонных к атмосферной коррозии углеродистых сталей, выплавляемых на каменном угле и содержащих больше серы, чем древние стали, выплавленные на древесном угле.

#### Легенды о метеоритном железе и внеземном происхождении колонны
Популярной была гипотеза о том, что колонна в Дели изготовлена из метеоритного железа. Известно, что оно хорошо сопротивляется коррозии. Но в метеоритном железе всегда находили никель, а в железе индийских колонн никеля не обнаружили.
Железную колонну в Дели не обошли своим вниманием и уфологи, связывающие её происхождение с внеземными цивилизациями.

### Теории и гипотезы
Основной причиной стойкости колонны из Дели к атмосферной коррозии является явление пассивации металлов — на её поверхности имеется образовавшаяся естественным путём плёнка оксида, предотвращающая дальнейшее развитие коррозии. Вторичными причинами являются повышенное содержание в металле колонны примеси фосфора, который, не являясь сам по себе антикоррозийной добавкой, повышает способность поверхности стали к пассивации, и низкая влажность воздуха в Дели. К электрохимической коррозии колонна намного менее устойчива — её часть, вкопанная в землю, подверглась значительной коррозии. Аналогичная колонна из Конарака, расположенного поблизости от моря, в значительной степени изъедена коррозией.

Колонна вкопана в землю, и эта её часть покрыта сантиметровым слоем ржавчины, в отдельных местах испещрённым глубокими ямками. Наземная часть покрыта защитным слоем оксидов толщиной от 50 до 500 микрометров. … отсутствие ржавчины на колонне в Дели может быть связано с низким уровнем влажности воздуха. В 50-х годах учёные провели исследования в этом направлении и их предположение подтвердилось. … материал, из которого сделана колонна в Дели, содержит больше фосфора … что способствует лучшей поверхностной пассивации. В результате тщательных исследований было установлено, что толщина слоя оксидов на колонне из Дели соответствует скорости коррозии стали в этом городе.— Цит по: Малина и Малинова, с. 149–150

#### Уникальные климатические условия

##### Особый тепловой режим колонны
Есть объяснения, указывающие на то, что благодаря своей массе колонна долго сохраняет тепло и в условиях местного климата на её поверхности не образуется роса.

##### Сухость воздуха
Ряд гипотез объясняет антикоррозийную стойкость надземной части железной колонны сухостью атмосферного воздуха в Дели.
Шведским металловедом Й. Врангленом были поставлены опыты, при которых отрезанные от колонны кусочки доставлялись на морское побережье и промышленный район Швеции (морская и промышленная атмосфера наиболее опасны для стали), где они успешно корродировали. Подземная часть колонны, исследованная тем же Й. Врангленом, покрыта слоем ржавчины толщиной в сантиметр. Встречаются также коррозионные язвы глубиной до 10 сантиметров.
В 1953 году Хадсон опубликовал в журнале «Nature» сообщение о скорости коррозии медистой стали и цинка в местах с различным климатом, в том числе рядом с колонной. Атмосфера в Дели оказалась по агрессивности на предпоследнем месте, уступив лишь атмосфере в Хартуме, ещё более сухой. Даже в период муссонов влажность делийского воздуха превышала критическое значение (70 %), при котором сталь заметно корродирует только в утренние часы. В делийской атмосфере даже нестойкий цинк окисляется очень незначительно.

#### Естественное азотирование поверхности колонны
Некоторые исследователи утверждают, что в атмосфере Дели когда-то было повышенное содержание аммиака (из-за скопления людей и животных), которое в субтропическом климате Индии позволило получить на поверхности колонны защитный слой нитридов железа. Другими словами, колонна якобы азотирована самой природой.

##### Колонну предохраняли люди
Поскольку колонна долгое время была (и остаётся) объектом культового преклонения, а затем — особой достопримечательностью, она никогда не оставалась без внимания людей.
Религиозные обряды требовали умащать колонну маслами и благовониями. Благодаря этому на колонне постоянно присутствовала плёнка, предохраняющая её от коррозии.

##### Особые приёмы изготовления колонн
Ряд гипотез предполагает, что древние металлурги вольно или невольно создали специальную защитную плёнку.
В частности, предполагают, что при изготовлении колонны она была обработана перегретым паром, и таким образом произведено воронение стали.
Есть теория о том, что железную колонну в Дели защищает плёнка из невыведенного в шлаки материала, образовавшегося при её изготовлении.
В нескольких километрах от места установки колонны найдены каменные матрицы для отливки. Особенность этой гористой местности — повышенный уровень радиации. Возможно, что колонна после отливки пролежала несколько десятков лет и под воздействием радиации верхний слой превратился в аморфное железо, которое стойко к коррозии.
Химический состав с высоким содержанием фосфора и аморфная структура железа верхнего слоя создают антикоррозионную оболочку, основным компонентом которой является FePO4•H3PO4•4H2O.
Баласубраманям, сопоставляя древние технологии производства железа с современными и анализируя археологические находки, отмечал, что в древности фосфор не удалялся эффективным образом (через шлаки), а оставался в металле. Поздние технологии производства стали не могли допустить высокого содержания фосфора, потому что сталь становилась от этого хрупкой. В поздних технологиях применялась известь, которая также выводила фосфор в шлак, что отсутствовало в старых технологиях (что показано отсутствием извести и фосфора в старых шлаках). Присутствие фосфора является причиной устойчивости к коррозии.

#### Колонна в Дели как прообраз современных атмосферостойких сталей
Имеется версия, что при выплавке «на глазок», как это бывало в древности, возможны очень большие отклонения в качестве металла. Одним из таких исключений и могла стать колонна.
Современные атмосферостойкие стали (например, сталь 10ХНДП) обладают своими особенностями за счёт высокого содержания в них фосфора. При совместном взаимодействии меди и фосфора, а также хрома с кислородом, углекислым газом и парами воды образуются труднорастворимые соединения, которые входят в состав окисной плёнки, обволакивающей сталь. Эта плёнка хорошо предохраняет металл. Скорость коррозии конструкций под такой защитой в обычных условиях составляет порядка 0,3 мм за 100 лет.
Такие стали под маркой «Corten» были изобретены в США в 1930-х годах и содержали до 0,15 % фосфора. В делийской колонне его 0,11—0,18 %.

## Комментарии
1. ↑  Высота колонны — 7,21 м. Вес — 6,511 тонн. Диаметр внизу — 0,485 м, вверху — 0,223 м.
2. ↑  О возможностях производства чистого железа см. статьи «Есть ли чистое железо?» Архивная копия от 25 января 2010 на Wayback Machine и «История производства и использования железа»
3. ↑  Согласно строгим исследованиям материал колонны представляет собой обычную низкоуглеродистую сталь, очень чистую по сере и с чрезмерной примесью фосфора